# الولايات المتحدة الإفريقية

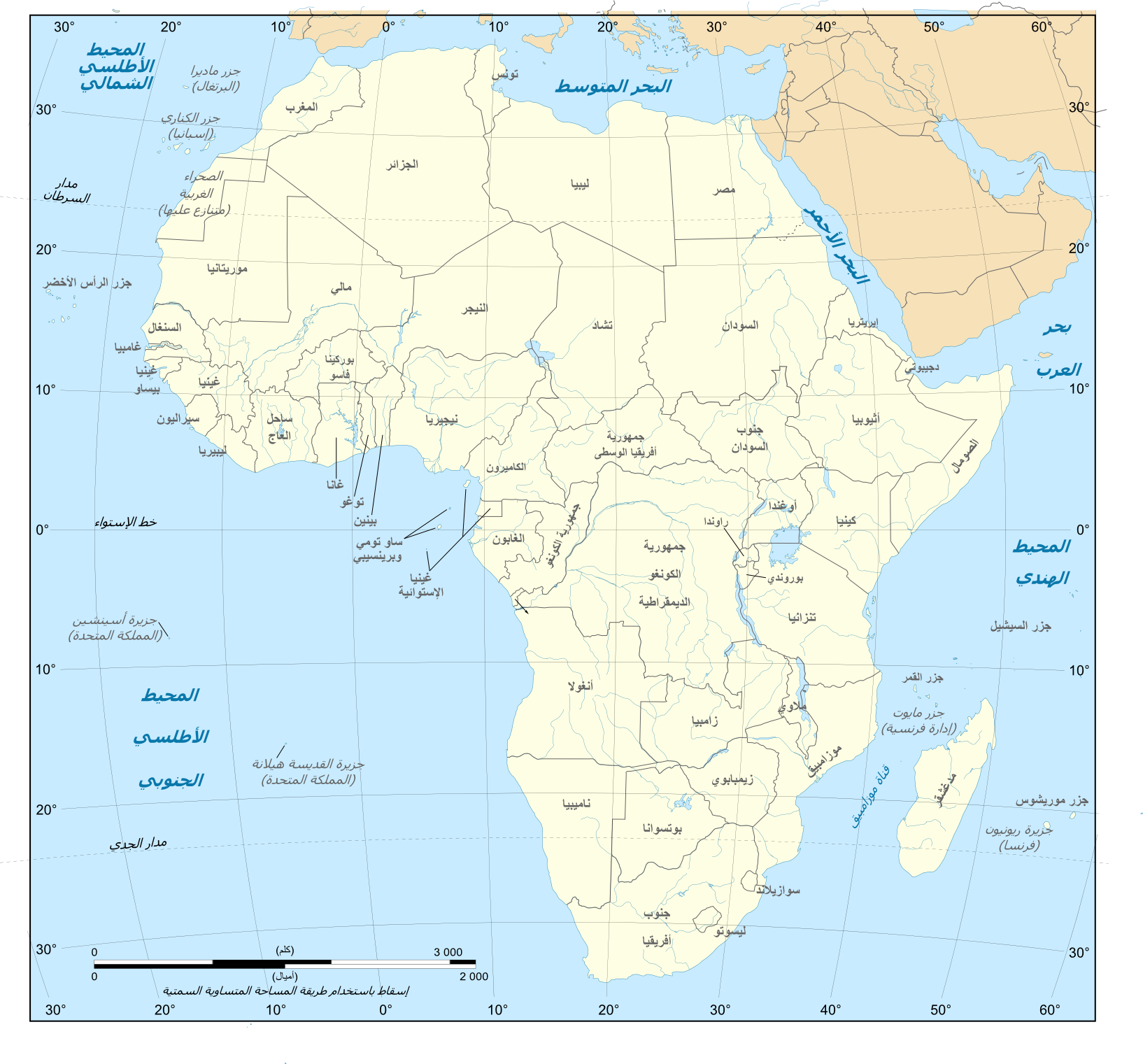
خريطة ولايات إفريقيا الـ53 ذات السيادة

الولايات المتحدة الإفريقية هو مشروع كان يريد تطبيقه الزعيم الليبي معمر القذافي، وأن تكون إفريقيا بدولها ال54 دولة واحدة تكون أديس أبابا عاصمتها السياسية وتكون دوربان مقراً لهياكلها الأخرى. ولقد حظي المشروع بدعم كل من إريتريا، وغانا، والسنغال، وزيمبابوي، لكن دولاً ككينيا وليبيريا ونيجيريا وجنوب إفريقيا عارضت المشروع بشدة.
لم تحظى الفكرة بتأييد دول شمال إفريقيا مثل الجزائر، والمغرب، ومصر، وتونس، وليبيا بعد الثورة وهي مناطق ارتبطت تقليديًا مع الأيديولوجيات المتنافسة مثل القومية العربية، والقومية المصرية والقومية الأمازيغية والإسلام.
عمومًا يحظى المشروع بأعلى مستوى من الدعم بين البلدان الإفريقيَّة الأشد فقرًا، والأقل نموًا، في حين لا يحظى المشروع بالتأييد بين الدول الإفريقية الأقل فقرًا، والأكثر تقدمًا، والدول الكبرى.
يضم الاتحاد المقترح أكبر مجموع من الأراضي في العالم، وهو ما يتجاوز الإتحاد الروسي. وفي حالة تحقيق المشروع سيكون الاتحاد ثالث أكبر دولة في العالم من حيث عدد السكان بعد الصين والهند.

## انظر ايضا
- الاتحاد الإفريقي
- الاتحاد العربي
- التركيبة السكانية في إفريقيا  [لغات أخرى]‏
- الولايات المتحدة الأوروبية
- منظمة الوحدة الإفريقية
- البرلمان الإفريقي
- الولايات الإفريقية اللاتينية المتحدة
- الرابطة العالمية لتنمية الزنوج
- عصبة المجتمعات الإفريقية
- الولايات الإفريقية اللاتينية المتحدة
- الولايات المتحدة الأوروبية
- الولايات المتحدة الفنزويلية
- الولايات المتحدة الكولومبية